# Sociedade União 1º Dezembro
La Sociedade União 1º Dezembro è una società sportiva di Sintra, Portogallo. La sezione calcio del club è stata fondata il 6 aprile 1938, la sezione calcio femminile nel 1995. La squadra di calcio maschile gioca nella Liga 3. La squadra di calcio femminile gioca nella massima divisione nazionale, il Campeonato Nacional e ha dominato fino alla seconda divisione. decennio del XXI secolo. Dopo il primo titolo iridato nel 1999-2000, la squadra ha vinto ogni stagione dalla stagione 2001-2002 in poi per undici campionati consecutivi. Con il loro dodicesimo titolo nel 2012 sono i campioni record del Portogallo. Alla fine del 2013-2014, la squadra di calcio femminile si è conclusa a causa di problemi economici.
Nella Coppa UEFA femminile non hanno superato il 1º turno preliminare. Nella Women's Champions League 2009-10 e 2010-11 hanno gareggiato nel turno di qualificazione.

## Rosa attuale
| N. |                          | Ruolo | Calciatore            |
| -- | ------------------------ | ----- | --------------------- |
| 1  | Brasile (bandiera)       | P     | Clyverth Passos       |
| 2  | Belgio (bandiera)        | D     | Timo Parthoens        |
| 3  | Portogallo (bandiera)    | D     | Duarte Henriques      |
| 4  | Portogallo (bandiera)    | D     | Rodrigo Luís          |
| 5  | Portogallo (bandiera)    | C     | Alex Sousa (capitano) |
| 6  | Portogallo (bandiera)    | C     | Tiago Santos          |
| 7  | Portogallo (bandiera)    | C     | Manuel Liz            |
| 8  | Colombia (bandiera)      | C     | Juan Herrera          |
| 10 | Portogallo (bandiera)    | A     | Rafa Pinto            |
| 11 | Guinea-Bissau (bandiera) | A     | Drogba Camará         |
| 14 | Portogallo (bandiera)    | A     | Idrisa Sambú          |
| 17 | Capo Verde (bandiera)    | C     | Hugo Cardoso          |
| 19 | Portogallo (bandiera)    | A     | Diogo Grácio          |
| 21 | Colombia (bandiera)      | D     | Yerfin Lobo           |
| 23 | Portogallo (bandiera)    | D     | Lisandro Menezes      |
| 24 | Portogallo (bandiera)    | P     | Rafael Marcelino      |
| 25 | Portogallo (bandiera)    | D     | Gabriel Castro        |

| N. |                          | Ruolo | Calciatore       |
| -- | ------------------------ | ----- | ---------------- |
| 28 | Portogallo (bandiera)    | C     | Diogo Castro     |
| 30 | Guinea-Bissau (bandiera) | C     | Umaro Baldé      |
| 33 | Portogallo (bandiera)    | D     | Tiago Simões     |
| 55 | Portogallo (bandiera)    | D     | Diogo Coelho     |
| 60 | Portogallo (bandiera)    | C     | Rúben Marques    |
| 66 | Portogallo (bandiera)    | D     | Tomás Mendes     |
| 70 | Portogallo (bandiera)    | A     | Silvério Indunga |
| 75 | Portogallo (bandiera)    | C     | Diogo Batista    |
| 77 | Portogallo (bandiera)    | C     | Tiago Teixeira   |
| 80 | Portogallo (bandiera)    | C     | Benny Silva      |
| 81 | Corea del Sud (bandiera) | C     | Ji-hyeon Mun     |
| 82 | Portogallo (bandiera)    | A     | Bernardo Silva   |
| 88 | Portogallo (bandiera)    | D     | Rodrigo Coutinho |
| 93 | Brasile (bandiera)       | D     | Vítor Carvalho   |
| 99 | Portogallo (bandiera)    | P     | Diogo Almeida    |
|    | Portogallo (bandiera)    | C     | Rafa Castanheira |
|    | Portogallo (bandiera)    | C     | Afonso Conde     |